# Ganzenvangen
Ganzenvangen of ganzenflappen is een oud Nederlands ambacht met als doel ganzen te vangen. Hiervoor maakt men gebruik van verschillende soorten vangmethoden, waarvan de globale opzet echter wel hetzelfde is. Ganzenvangen is een winterse aangelegenheid en het seizoen loopt van ongeveer begin november tot eind februari, de periode waarin trekganzen hier overwinteren. Het ganzenvangen wordt vaak gedaan door ganzenvangers, die slagnetten gebruiken en daarom ganzenflappers worden genoemd.

## Geografische verspreiding
Het ganzenflappen is typisch Nederlands. Er zijn geen andere landen in de wereld waar ganzen met behulp van slagnetten en handtamme lokganzen worden gevangen. Het vangen vindt plaats in gebieden met veel open water en in uitgestrekte weidegebieden. Belangrijke gebieden waar ganzen zich 's winters ophouden, en waar ganzen gevangen werden en worden zijn de weidegebieden van Friesland en langs de rand van de vroegere Zuiderzee (het gebied tussen Eemnes en Putten). Ook in Noord-Brabant, langs de Maas bij 's-Hertogenbosch worden heden ten dage nog ganzen gevangen. In totaal werd anno 2008 in Nederland nog op twaalf plaatsen ganzen gevangen. Het aantal plaatsen loopt terug, omdat er niet meer voldoende vangers zijn.

## Het vangen
Een ganzenvanginstallatie bestaat uit een ganzenhut, meestal bestaande uit een klein houten gebouw dat gecamoufleerd is met riet. Vanuit deze hut, die bemand wordt door een aantal personen, loopt een stevige draad naar een slagnet. Op het moment dat wilde ganzen, gelokt door het geroep van tamme ganzen, neerdalen in het gebied dat het slagnet omspant, wordt er aan de draad getrokken. De wilde ganzen bevinden zich vervolgens onder het net en kunnen worden opgehaald door de personen die zich in de hut bevinden. Het ophalen van de wilde ganzen die zich onder het net bevinden gebeurt meestal nog met een juk en daaraan bevestigde kooien. 
Tegenwoordig gebruikt men deze techniek om de gevangen ganzen mee te nemen naar de ganzenhut, waar ze vervolgens worden onderzocht en geringd. Daarna worden ze weer vrijgelaten.